# Marie av Champagne
Marie av Champagne, född 1174, död 1204, var latinsk kejsarinna och grevinna av Flandern och Hainaut som gift med Balduin I av Konstantinopel. Hon var Flanderns regent som ställföreträdande för sin make 1202-1204. 
Hon gifte sig med Balduin vid tolv års ålder 1186. Balduin lämnade Flandern för att delta i korståget år 1202. Marie kunde inte resa med honom därför att hon var gravid vid tiden för hans avfärd. Hon regerade Flandern i makens ställe i två års tid. År 1204 blev Balduin utropad till latinsk kejsare i Konstantinopel. Marie var dock inte medveten om detta, utan lämnade Flandern för att göra sin make sällskap i Palestina år 1204. När hon kom fram till Akka informerades hon om att hon var kejsarinna. Hon mottog i rollen som kejsarinna trohetsed från sin makes vasall fursten av Antiokia i sin makes ställe. Hon gjorde sig sedan redo att avresa till Balduin i Konstantinopel, men avled i sjukdom innan hon hann avresa. 